# Bettina Kohlrausch

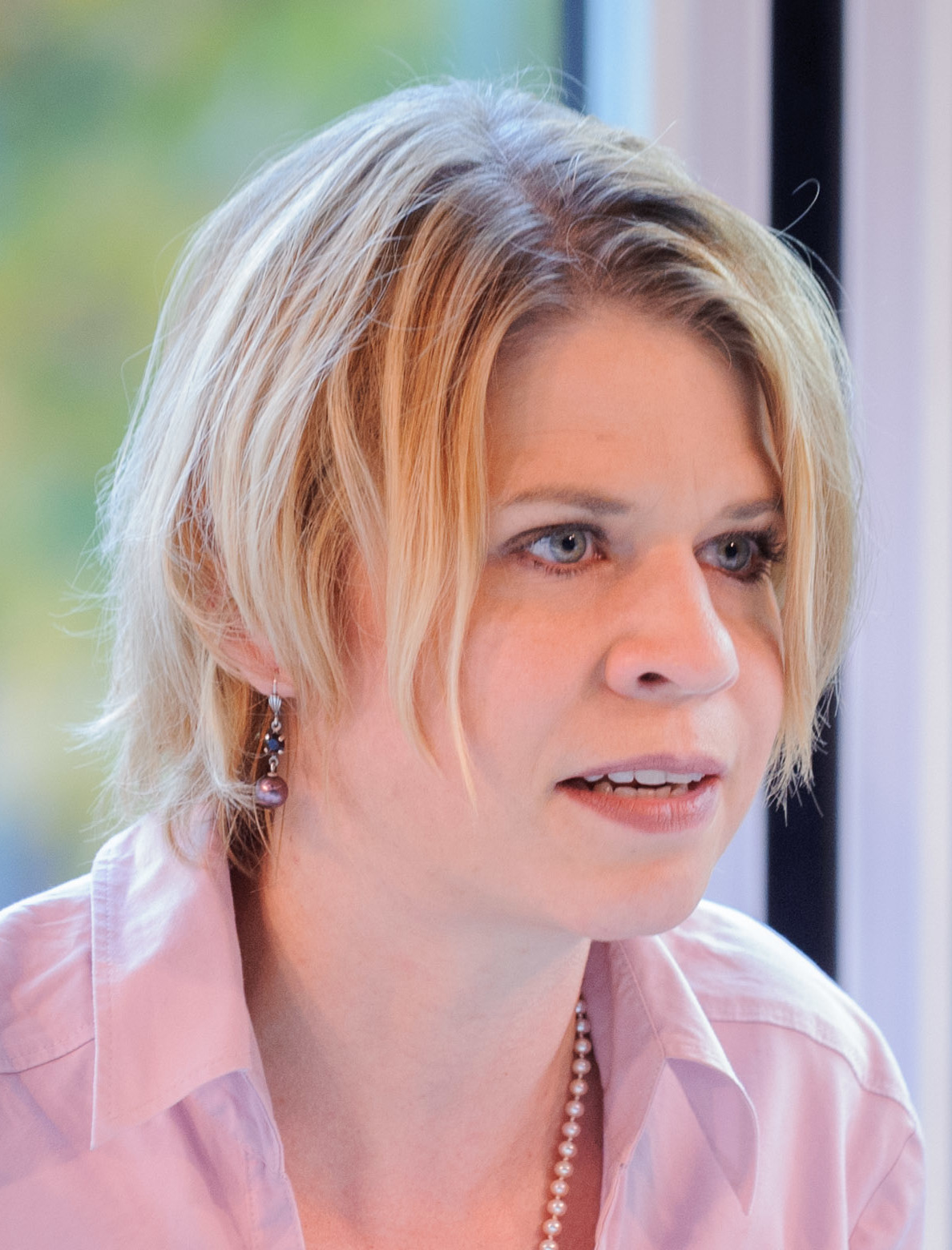
Bettina Kohlrausch (2012)

Bettina Kohlrausch (* 1976) ist Wissenschaftliche Direktorin des Wirtschaft- und Sozialwissenschaftlichen Instituts der Hans-Böckler-Stiftung.

## Zur Person
Bettina Kohlrausch ist seit Anfang Mai 2020 Direktorin des Wirtschafts- und Sozialwissenschaftlichen Instituts der Hans-Böckler-Stiftung und Professorin für gesellschaftliche Transformation und Digitalisierung an der Universität Paderborn (W3). Zuvor war sie seit April 2016 Professorin für Bildungssoziologie an der Uni Paderborn, sowie Gastprofessorin am Deutschen Zentrum für Hochschul- und Wissenschaftsforschung (DZHW) und vertrat die Professur für Bildungssoziologie an der Universität Hannover. Nach ihrer Promotion an der International Graduate School in Bremen arbeitete sie als wissenschaftliche Mitarbeiterin am Soziologischen Forschungsinstitut Göttingen (SOFI) und absolvierte Auslandsaufenthalte an der London School of Economics und am Europäischen Hochschulinstitut Florenz.
Bettina Kohlrausch war Mitglied der Enquete-Kommission „Berufliche Bildung in der digitalen Arbeitswelt“ und ist regelmäßig in nationalen Publikationsmedien, zum Beispiel Süddeutsche Zeitung, Deutschlandfunk, Frankfurter Allgemeine Zeitung präsent.

## Arbeitsschwerpunkte
Ihre Forschungsinteressen liegen in der Analyse der Bedeutung von Arbeit und sozialer Integration, insbesondere dem Zusammenhang von wirtschaftlichen Staatsbürgerrechten und Einstellungen zur Demokratie; Entstehung und Ausmaß anti-demokratischer Einstellungen (auch im europäischen Vergleich); der Analyse von Geschlechterungleichheiten in Bezug auf der Verteilung von Sorge- und Erwerbsarbeit; der Analyse von sozialer Ungleichheit beim Zugang zu Bildung und Qualifizierung.

## Ausgewählte Veröffentlichungen
- Bettina Kohlrausch (2022): Welche Rechte braucht der „arbeitende Souverän“? Ideen für eine Weiterentwicklung industrieller Staatsbürgerrechte, in: WSI-Mitteilungen, 75(4), 296–303
- Bettina Kohlrausch und Lena Weber (2021): Gender relations at the Digitalised Workplace: The interrelation between digitalisation, gender, and work, In: Gender a výzkum/Gender and Research, 21(2), 13-3
- Bettina Kohlrausch und Andreas Hövermann (2020): Soziale Ungleichheit und Einkommenseinbußen in der Corona-Krise – Befunde einer Erwerbstätigenbefragung, in: WSI-Mitteilungen, 73(6), 485–492
- Andreas Hövermann und Bettina Kohlrausch (2023): Die Entwicklung des Vertrauens in Gewerkschaften, WSI Policy Brief Nr. 76
- Andreas Hövermann und Bettina Kohlrausch (2022): Der Vertrauensverlust der Mütter in der Pandemie, WSI Report Nr. 73
- Andreas Hövermann, Bettina Kohlrausch und Dorothea Voss (2022): Anti-democratic attitudes, WSI Policy Brief Nr. 66
- Andreas Hövermann, Bettina Kohlrausch und Dorothea Voss (2022): Wie Arbeit, Transformation und soziale Lebenslagen mit anti-demokratischen Einstellungen zusammenhängen, Forschungsförderung Working Paper Nr. 241
- Helge Emmler und Bettina Kohlrausch (2021): Homeoffice: Potenziale und Nutzung, WSI Policy Brief Nr. 52
- Sebastian Dullien und Bettina Kohlrausch (2021): Dissecting the COVID-19 supply shock, Which role did school closures play, IMK Working Paper Nr. 207
- Bettina Kohlrausch, Aline Zucco und Andreas Hövermann (2020): Verteilungsbericht 2020. Die Einkommensungleichheit wird durch die Corona-Krise noch weiter verstärkt, WSI-Report Nr. 62
- Bettina Kohlrausch und Aline Zucco (2020): Die Corona-Krise trifft Frauen doppelt: Weniger Erwerbseinkommen und mehr Sorgearbeit, WSI Policy Brief Nr. 40
- Bettina Kohlrausch (2018): Fears of Social Decline in Germany. Magnitude and Causes in Times of Growing Right-Wing Populism. Arbeitspapier der Hans-Böckler-Stiftung